# Aaron Brown (sprinter)
Aaron Brown (født 1992) er en canadisk atlet, der konkurrerer i sprint.
Han repræsenterede Canada ved sommer-OL 2012, hvor han blev elimineret i semifinalen på 200 meter.
I 2019 deltog han på 100 meter under verdensmesterskaberne i atletik 2019, hvor han blev nummer 8 i finalen.
I 2021 tog han 6. pladsen på 200 meter, da han repræsenterede sit land under sommer-OL 2020 i Tokyo.